# Gary Zimmerman

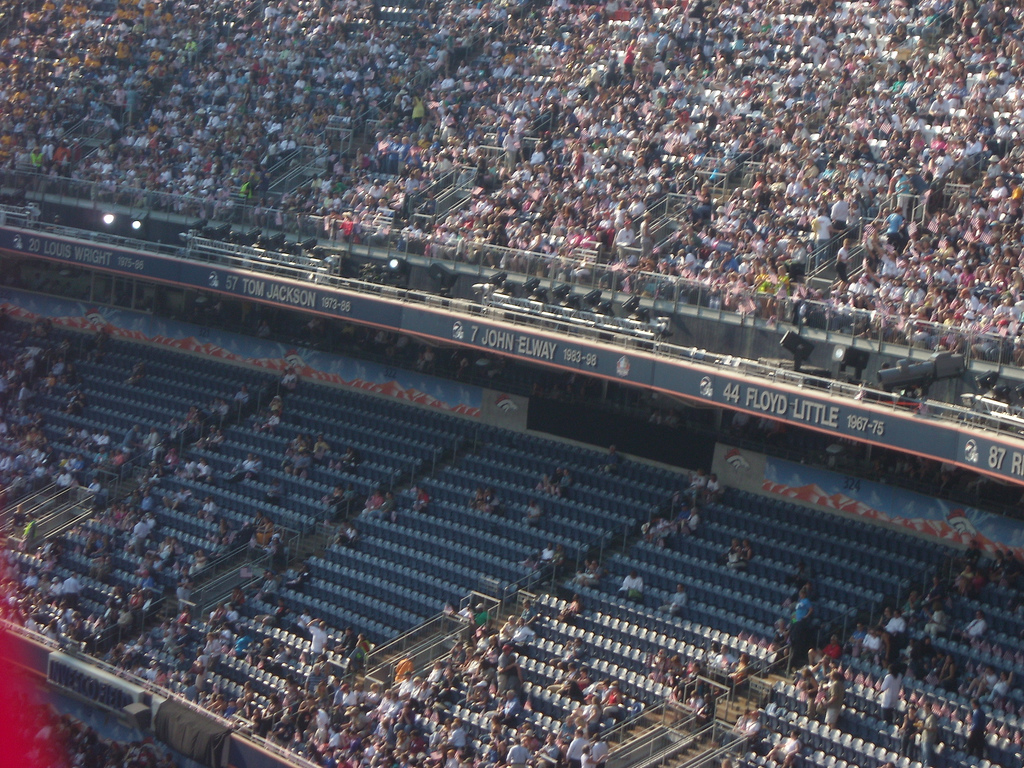
Denver Broncos Ring of Fame

Gary Wayne Zimmerman (* 13. Dezember 1961 in Fullerton, Kalifornien) ist ein ehemaliger US-amerikanischer American-Football-Spieler. Er spielte als Offensive Tackle unter anderem in der National Football League (NFL) bei den Denver Broncos.

## Spielerlaufbahn

### Collegekarriere
Gary Zimmerman spielte bereits an der Highschool als Linebacker American Football. Von 1980 bis 1983 studierte er an der University of Oregon und spielte dort als Offensive Tackle in der Offense der Oregon Ducks. Aufgrund seiner sportlichen Leistungen wurde er zum All-American gewählt und nahm an zwei Auswahlspielen teil.

### Profikarriere
Im Jahr 1984 wurde er von den Los Angeles Express, einer Mannschaft, die in der United States Football League (USFL) angesiedelt war, gedraftet. Zeitgleich sicherten sich die New York Giants aus der NFL in der NFL-Draft die Rechte an Zimmerman. Zimmerman spielte zwei Jahre in Los Angeles, wo er unter anderem für den Schutz von Quarterback Steve Young verantwortlich war. Da die USFL den Spielbetrieb einstellte, wechselte Zimmerman nach zwei Spieljahren zu den Minnesota Vikings. Die Giants hatten Zimmerman an die Vikings abgegeben und erhielten dazu von der Mannschaft aus Minneapolis zwei zusätzliche Draft-Picks. Zimmerman konnte mit seiner Mannschaft viermal in die Play-offs einziehen. Im Jahr 1987 verloren die Vikings im NFC Championship Game gegen die Washington Redskins mit 17:10.
Nach der Saison 1992 wurde Zimmerman zu den von Wade Philipps trainierten Denver Broncos abgegeben. Zimmerman spielte in der Offense der Broncos, die von John Elway angeführt wurde. Zwei Jahre später übernahm Mike Shanahan das Traineramt bei der Mannschaft aus Denver. Shanahan gelang es aus den Broncos ein Spitzenteam zu formen. 1995 konnten die Broncos Runningback Terrell Davis verpflichten und Zimmerman hatte die Aufgabe Davis den Weg in die gegnerische Endzone freizublocken und bei Passspielzügen Quarterback John Elway vor Angriffen der gegnerischen Defense zu schützen. Im Jahr 1996 konnte Zimmerman dann zum ersten Mal mit den Broncos in die Play-offs einziehen, wo sie allerdings früh an den Jacksonville Jaguars mit 30:27 scheiterten. Im folgenden Jahr gewannen die Broncos dann ihren ersten Super Bowl. Nach einer Saison mit zwölf Siegen bei vier Niederlagen wurden zunächst die Pittsburgh Steelers im AFC Championship Game mit 24:21 besiegt. Danach konnten die Green Bay Packers im Super Bowl XXXII mit 31:24 besiegt werden. Terell Davis gelangen in diesem Spiel drei Touchdowns.
Nach 35 Spielen in der USFL und 184 Spielen in der NFL beendete Zimmerman nach dem Super-Bowl-Sieg seine Laufbahn.

## Ehrungen
Zimmerman wurde siebenmal in den Pro Bowl, achtmal zum All-Pro und zweimal ins All-USFL-Team gewählt. Er ist Mitglied im NFL 1980s All-Decade Team, im NFL 1990s All-Decade Team, im USFL All-Time Team, in der University of Oregon Hall of Fame und seit 2008 in der Pro Football Hall of Fame. Er wird auf einem Stadionband im Invesco Field at Mile High, dem Stadion der Broncos, geehrt.

## Abseits des Spielfelds
Gary Zimmerman ist verheiratet und hat zwei Töchter. Die Familie wohnt in Bend, Oregon.